# Jodie Sweetin

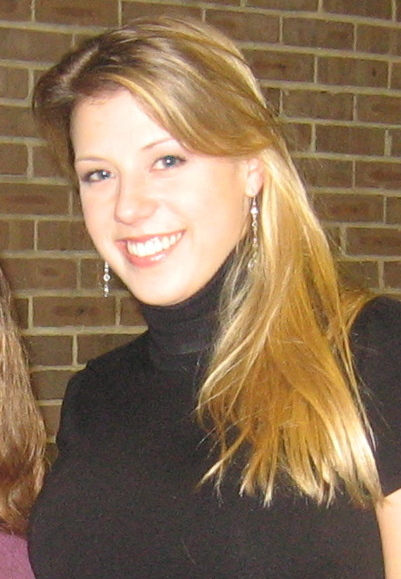
Jodie Sweetin

Jodie Sweetin (Los Angeles, 19 gennaio 1982) è un'attrice statunitense.

## Carriera
È conosciuta per il ruolo di Stephanie Tanner nelle serie televisive Gli amici di papà e Le amiche di mamma.

## Filmografia

### Cinema
- Redefining Love, regia di James Seppelfrick (2009)
- Port City, regia di Andy Brown (2009)
- Walt prima di Topolino (Walt Before Mickey), regia di Khoa Le (2015)

### Televisione
- La famiglia Hogan, episodio Boston Tea Party (1987)
- Gli amici di papà – serie TV, 192 episodi (1987-1995)
- The All-New Mickey Mouse Club, episodio Guest Day (1989)
- Una famiglia a tutto gas, episodio Downtown Girl (1996)
- Cinque in famiglia, episodi In cerca di papà e Un segno del destino (1999)
- Prima o poi divorzio!, episodio Sotto esame (2003)
- Singled Out, regia di Andrew Pinon - cortometraggio TV (2012)
- L'incredibile caso Babbo Natale (Defending Santa), regia di Brian Skiba – film TV (2013)
- Le amiche di mamma – serie TV, 75 episodi (2016-2020)
- Babbo Natale cercasi (Finding Santa), regia di David Winning – film TV (2017)
- Hollywood Darlings - serie TV, 16 episodi (2017-2018)
- My Perfect Romance, regia di Justin G. Dyck – film TV (2018)
- I miei pasticci di Natale (Entertaining Christmas), regia di Robin Dunne (2018)
- 2019 Love Under the Rainbow, lucy  regia di Tony Dean Smith – film TV
- Una dolce occasione (Merry & Bright), regia di Gary Yates – film TV (2019)

### Web serie
- Can't Get Arrested (2011)

## Doppiatrici italiane
- Lara Parmiani in Gli amici di papà (st. 1-4)
- Paola Majano in Gli amici di papà (st. 5-8)
- Jolanda Granato in Le amiche di mamma
- Gaia Bolognesi in I miei pasticci di Natale